# Haute-Saône
Haute-Saône là một tỉnh của Pháp, thuộc vùng hành chính Bourgogne-Franche-Comté, tỉnh lỵ Vesoul, bao gồm 2 quận với các quận lỵ còn lại là: Lure, Haute-Saône.

## Lịch sử
Tỉnh này được tạo ra trong những năm đầu của cách mạng Pháp thông qua việc áp dụng luật ngày 22 tháng 12 năm 1789, từ một phần của tỉnh Franche-Comté cũ. Các biên giới của bộ phận mới tương ứng với những người của Bailiwick cũ của Amont.

## Địa lý
Haute-Saône là một phần của vùng Bourgogne-Franche-Comté. Các quận láng giềng là Côte-d'Or về phía tây, Haute-Marne về phía tây bắc, Vosges ở phía bắc, Territoire de Belfort về phía đông, Doubs về phía Nam và phía đông và Jura về phía nam.
Tỉnh này có thể được trình bày dưới dạng một vùng lãnh thổ chuyển tiếp nằm giữa một số khu vực chán nản của miền đông nước Pháp và khu vực được gọi là vùng Chuối Xanh đặc trưng, trong những thập kỷ gần đây bởi sự tăng trưởng kinh tế tương đối mạnh mẽ.

## Kinh tế
Tỉnh này chủ yếu là nông thôn, mặc dù khu vực này đang đi đầu trong công nghiệp hóa vào thế kỷ thứ mười tám. Truyền thống công nghiệp vẫn tồn tại, nhưng các doanh nghiệp công nghiệp có xu hướng ở quy mô nhỏ.